# House Select Committee on Assassinations

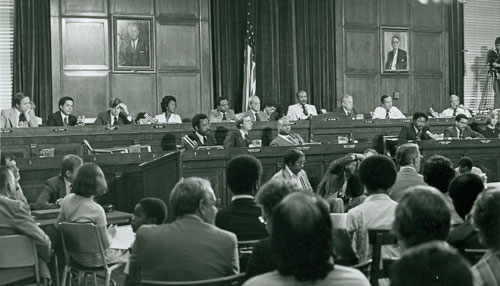
Zitting van de commissie

De United States House of Representatives Select Committee on Assassinations, ook wel afgekort als HSCA, was een parlementaire onderzoekscommissie die tot taak had de moord op John F. Kennedy en de moord op Martin Luther King te onderzoeken. In 1979 beëindigde de commissie haar onderzoek en bracht rapport uit, waarin zij onder andere concludeerde dat de moord op president Kennedy hoogstwaarschijnlijk het gevolg was van een samenzwering.

## Leden
De commissie bestond uit de volgende leden:
| Naam                    | Plaats van herkomst  | Functie in commissie                 |
| ----------------------- | -------------------- | ------------------------------------ |
| Thomas N. Downing       | Virginia             | Voorzitter                           |
| Henry B. Gonzalez       | Texas                | Vicevoorzitter/vervangend voorzitter |
| Louis Stokes            | Ohio                 | Tweede vicevoorzitter                |
| L. Richardson Preyer    | North Carolina       | Commissielid                         |
| Walter E. Fauntroy      | District of Columbia | Idem                                 |
| Yvonne Brathwaite Burke | California           | Idem                                 |
| Christopher Dodd        | Connecticut          | Idem                                 |
| Harold Ford sr.         | Tennessee            | Idem                                 |
| Floyd Fithian           | Indiana              | Idem                                 |
| Robert W. Edgar         | Pennsylvania         | Idem                                 |
| Samuel L. Devine        | Ohio                 | Idem                                 |
| Stewart McKinney        | Connecticut          | Idem                                 |
| Charles Thone           | Nebraska             | Idem                                 |
| Harold S. Sawyer        | Michigan             | Idem                                 |

De leden werden goedgekeurd door het Amerikaanse Huis van Afgevaardigden.

## Achtergrond
In 1964 bracht de door president Johnson geformeerde Commissie-Warren een rapport uit over de moord op president Kennedy. Onderzoekers die het rapport bestudeerden, stonden versteld van de hiaten en onbeantwoorde vragen in het rapport. In 1971 werd een nieuwe, parlementaire commissie geformeerd. In tegenstelling tot de Commissie-Warren was deze commissie gekozen. De commissie deed een diepgaand onderzoek en nam ook de acties van de overheid – vlak na de moord – onder de loep.
De HSCA schreef uiteindelijk een rapport met nieuwe resultaten en conclusies. Dit was deels toe te schrijven aan het feit dat de HSCA meer bewijzen beter onderzocht en experts te hulp riep. Zelfs enkele Kennedy-onderzoekers, zoals auteur Robert Groden, zijn door de HSCA opgeroepen om een getuigenverklaring af te leggen.
In 1979 werd het rapport van de HSCA gepubliceerd.

## Rapport verzegeld
Hoewel het rapport vermeldde dat Kennedy slachtoffer was van een samenzwering, werden de bevindingen van de HSCA door de Amerikaanse overheid genegeerd. Ook het advies aan het Department of Justice (ministerie van Justitie) om verder onderzoek te doen werd niet opgevolgd.
Meerdere bijlagen van de uitgekomen rapporten werden door het Congres in archieven verzegeld. Pas vijftig jaar na de afronding van het onderzoek zouden deze dossiers gepubliceerd mogen worden. In 1992 presenteerde het Congres echter een wetsvoorstel (de zogenaamde JFK-act) waarin stond dat alle documenten met betrekking tot het onderzoek naar de moord op president Kennedy door het Assassinations Record Review Board openbaar gemaakt moesten worden. In datzelfde jaar werd een aantal documenten uit het archief gehaald, waaronder de ontbrekende documenten uit het HSCA-rapport.

## Conclusies

### Conclusies aangaande de moord op John F. Kennedy

#### Verwijten
Het comité verweet de Secret Service (geheime dienst) nalatig geweest te zijn met betrekking tot de bescherming van John F. Kennedy. De commissie zegt hierover in conclusie D.1.: De Secret Service voerde zijn taken gebrekkig uit.
In conclusie D.1.A verduidelijkt het committee haar standpunt met: De Secret Service bezat informatie die zij onvoldoende had geanalyseerd, onderzocht of gebruikt met betrekking tot het bezoek van de president aan Dallas. Hierdoor waren de agenten in de stoet onvoldoende in staat de president te beschermen tegen een sluipschutter. Verder verklaart het committee in conclusie D.1.B: Het gezag van de Secret Service om de moord op JFK te onderzoeken werd ondermijnd door de FBI, die aangaf de volledige verantwoordelijkheid voor het onderzoek op zich te nemen.
De HSCA verweet de Commissie-Warren de mogelijkheid van een samenzwering onvoldoende te hebben onderzocht. In conclusie D.5.A zegt de commissie: De Commissie-Warren heeft de mogelijkheid van een samenzwering onvoldoende onderzocht. Deze tekortkoming was deels toe te schrijven aan de mogelijkheid dat de Commissie-Warren niet over al het relevante bewijs beschikte.
De commissie wees ook op meerdere tekortkomingen in het onderzoek door de FBI. In conclusie D.3.C zegt de commissie: De FBI heeft de mogelijkheid van een samenzwering onvoldoende adequaat onderzocht. In conclusie D.3.D wordt verder gesteld: De FBI is nalatig geweest bij het delen van informatie met andere agentschappen.
Daarnaast werden ook de acties door het ministerie van Justitie bekritiseerd: Het ministerie van Justitie heeft onvoldoende supervisie gehad inzake het onderzoek van de dood van John F. Kennedy.
Ook de CIA is volgens de commissie slordig geweest in het uitvoeren van zijn taken rond de dood van Kennedy. Conclusie D.4 vermeldt: De CIA was nalatig in het delen en verzamelen van bewijs inzake de aanslag op John F. Kennedy.

#### Voornaamste conclusies rond daderschap

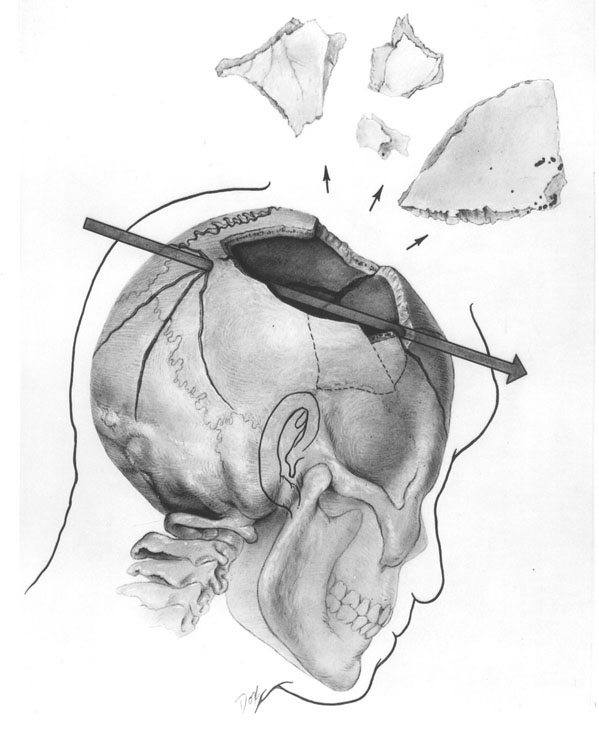
Schets door de HSCA betreffende het fatale hoofdschot van Kennedy, gemaakt door deskundige Ida Dox

Met betrekking tot het door wie, en hoe, de moord op John F. Kennedy is gepleegd, concludeerde de HSCA het volgende:
Conclusie A.Lee Harvey Oswald heeft drie schoten gelost op president Kennedy. Het tweede en derde schot hebben de president geraakt. Het derde schot doodde de president.
- A.1: President Kennedy werd geraakt door twee schoten die van de achterzijde van de limousine op hem werden afgevuurd.
- A.2: De schoten die de president raakten werden afgevuurd vanaf de oostelijke hoek van het schoolboekenmagazijn achter hem.
- A.3: Lee Harvey Oswald was de eigenaar van het vuurwapen, waarmee Kennedy werd doodgeschoten.
- A.4: Lee Harvey Oswald had voor en na de aanslag toegang tot het schoolboekenmagazijn. Tijdens de moord op Kennedy was hij op de zesde verdieping van het schoolboekenmagazijn aanwezig.
- A.5: Lee Harvey Oswalds andere acties versterken de verdenking van zijn betrokkenheid bij de moord op Kennedy.

Conclusie B.Wetenschappelijk bewijs geeft aan dat er een grote kans is dat er twee schutters waren die op president Kennedy hebben geschoten. Ander wetenschappelijk bewijs sluit niet uit dat er twee schutters waren die op de president schoten. Wetenschappelijk bewijs sluit een aantal specifieke samenzweringstheorieën uit.
Conclusie C.De commissie is van mening dat de moord op John F. Kennedy het gevolg was van een samenzwering. Evenwel is de commissie niet in staat geweest de omvang van het complot te bepalen of de andere schutters te identificeren.
- C.1: De commissie is van mening, op basis van het aangevoerde beschikbare bewijs, dat de regering van de Sovjet-Unie geenszins betrokken was bij de aanslag op John F. Kennedy.
- C.2: De commissie is van mening, op basis van het aangevoerde beschikbare bewijs, dat de Cubaanse regering geenszins betrokken was bij de aanslag op John F. Kennedy.
- C.3: De commissie is van mening, op basis van het aangevoerde beschikbare bewijs, dat de anti-Castrogroep, als groep, geenszins betrokken was bij de aanslag op John F. Kennedy. Het bewijs sluit echter niet uit dat een individueel lid van deze groep betrokken was bij de aanslag op de president.
- C.4: De commissie is van mening, op basis van het aangevoerde beschikbare bewijs, dat de georganiseerde misdaad, als groep, niet betrokken was bij de moord. Het bewijs sluit echter niet uit dat een individueel lid van deze groep betrokken was bij de aanslag op de president.
- C.5: De commissie is van mening, op basis van het aangevoerde beschikbare bewijs, dat er geenszins agentschappen van de VS bij de aanslag op John F. Kennedy betrokken waren, niet de FBI, noch de CIA of de Secret Service.

### Conclusies aangaande de moord op Martin Luther King
In 1976 rondde de HSCA tegelijkertijd ook het onderzoek naar de moord op Martin Luther King af. Over de moord op King concludeerde de HSCA, net als bij de moord op Kennedy, dat de hoofdverdachte (James Earl Ray) King had vermoord, maar sloot ook hier een samenzwering niet uit. De commissie rapporteerde onder andere het volgende:
Conclusie A.James Earl Ray vuurde één schot af op Martin Luther King. Het schot raakte King en werd zijn dood.
- A.1: King werd vermoord door een schot dat van de voorzijde op hem werd afgevuurd.
- A.2: Het schot dat afgevuurd werd op dr. Martin Luther King was afkomstig uit het badkamerraam aan de achterzijde van een pension op 422 1/2 South Main Street, Memphis, Tennessee.
- A.3: De eigenaar van het moordwapen was James Earl Ray, die het ook zelf had gekocht.
- A.4: Het is zeer waarschijnlijk dat James Earl Ray dr. Martin Luther King, voorafgaand aan zijn dood, gestalkt heeft.
- A.5: Ray verliet de plaats delict direct na het misdrijf.
- A.6: Ray's verhaal over zijn alibi ten tijde van de moord is erg ongeloofwaardig en daar kan dan ook geen waarde aan gehecht worden.
- A.7: Ray pleitte schuldig aan de moord op dr. Martin Luther King.

Conclusie B.De commissie is van mening, op basis van het aangevoerde indirecte bewijs waarover zij beschikt, dat er een kans is dat de moord op King het gevolg was van een samenzwering.
Conclusie C.De commissie is van mening, op basis van het aangevoerde indirecte bewijs waarover zij beschikt, dat er geen enkele andere organisatie (dan onder sectie B) betrokken is bij de moord op dr. King.
Conclusie D.Geen enkel agentschap in de Verenigde Staten was betrokken bij de moord op Martin Luther King.
Conclusie E.Het ministerie van Justitie en de FBI hebben de moord op dr. King met een zekere mate van competentie onderzocht.
- E.1: Het ministerie van Justitie heeft onvoldoende toezicht gehouden op de inlichtingendienst van de FBI. Daarnaast heeft de FBI zijn wettelijke bevoegdheden schromelijk misbruikt en overtreden, met name tijdens de door de binnenlandse inlichtingendienst tegen dr. King gerichte COINTELPRO-campagne.
- E.2: De FBI heeft grondig onderzoek verricht naar de betrokkenheid van hoofdverdachte James Earl Ray, maar heeft onvoldoende onderzoek verricht naar een mogelijke samenzwering.

## Kritiek
Nadat het onderzoek was afgerond, beval de HSCA het ministerie van Justitie aan de onderzoeken te heropenen. Vooralsnog heeft Justitie echter geen actie ondernomen.
Net als het rapport van Commissie-Warren werden (en worden) ook de conclusies van de HSCA bekritiseerd. Het doorslaggevende bewijs dat de HSCA aanvoerde bij de moord op Kennedy (bewijs waardoor een samenzwering niet uitgesloten kon worden) bleek bij nadere bestudering niet helemaal waterdicht te zijn.
De HSCA besteedde meer dan een miljoen dollar aan het onderzoek naar de moorden en meerdere Kennedy-onderzoekers bevestigen de grondigheid van het onderzoek. Niettemin heeft de overheid de conclusies van de commissie genegeerd ten faveure van het eerder door de Commissie-Warren uitgebrachte rapport.
Het rapport bevindt zich in de National Archives. Het is inmiddels volledig gedigitaliseerd en op het internet na te lezen.